# Jus soli
Jus soli (лат. jus soli, юс соли, дословно — «право земли») — принцип приобретения гражданства, согласно которому гражданство обусловлено местом рождения и не связано с гражданством родителей.

## Практическое значение
Дети, родившиеся у всех лиц, проживающих, например, в США, включая детей, родившихся у проживающих в США граждан иностранных государств, автоматически получают гражданство Соединённых Штатов, кроме детей иностранных дипломатических и консульских работников, а также, в случае оккупации территории США силами враждебного иностранного государства, кроме детей тех, кто осуществляет оккупацию.

## Коллизии
Рождение ребёнка от родителей-граждан государства, применяющего «право крови», на территории государства, в котором действует «право почвы», может привести к появлению у такого ребёнка двойного гражданства, тогда как рождение ребёнка у родителей-граждан государства, применяющего «право почвы», на территории государства применяющего «право крови», может сделать такого ребёнка лицом без гражданства.

## Распространение
Распространён в государствах в Северной и Южной Америки, таких как (по данным Nations Granting Birthright Citizenship):
- Антигуа и Барбуда;
- Аргентина;
- Барбадос;
- Белиз;
- Боливия;
- Бразилия;
- Венесуэла;
- Гайана;
- Гватемала;
- Гондурас;
- Гренада;
- Доминика;
- Доминиканская Республика (с ограничениями);
- Канада;
- Коста-Рика;
- Лесото[7];
- Мексика;
- Никарагуа;
- Пакистан;
- Панама;
- Парагвай;
- Перу;
- Сальвадор;
- Сент-Винсент и Гренадины;
- Сент-Кристофер и Невис;
- Сент-Люсия;
- США;
- Тринидад и Тобаго;
- Уругвай;
- Фиджи[8];
- Чили[9] — кроме детей лиц, находящихся проездом (extranjeros transeúntes), и сотрудников официальных представительств иностранных государств;
- Эквадор;
- Ямайка.

## По отдельным мнениям
Jus soli — юридический термин, закрепляющий право получения гражданства того или иного государства, практикующего юс соли, лицам, родившимся на территории этого государства, независимо от гражданства родителей. Jus soli был частью английского общего права, в отличие от jus sanguinis, который вытекает из римского права, которое влияло на гражданско-правовые системы континентальной Европы. Исторически юс соли получил распространение в государствах со значительными процессами смешения (метисации) различных групп населения, заселявшего ту или иную территорию и иммигрантских странах (США, Канада и так далее), где это право зачастую закрепляет конституция. Президент США Дональд Трамп призвал к отмене практики предоставления гражданства детям иностранцев. В противовес юс соли существует также юс сангвинис (лат. jus sanguinis), буквально «право крови», получивший распространение в Германии, а затем и в других мононациональных странах Европы.